# Körösfő

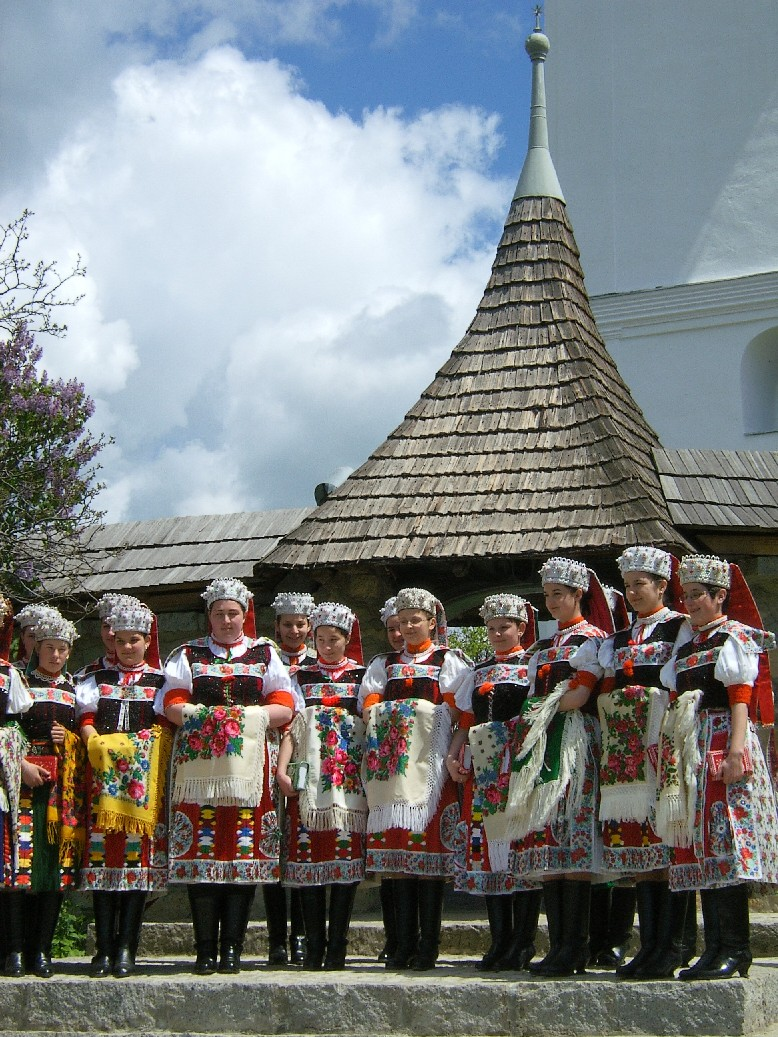
Körösfői népviselet

Körösfő (románul Izvoru Crișului, németül Krieschwej) falu, az azonos nevű község központja Romániában Kolozs megyében. Egyike annak a 14 településnek, amelyek a megyében  GMO-mentes régiót alakítottak.

## Fekvése
Bánffyhunyadtól 7 km-re keletre fekszik.

## Nevének eredete
A Sebes-Körös forrásáról nevezték el, amely a falutól 5 km-re van  Kolozsvár felé a Hotel Izvoru Crișului mögött.

## Története
1276-ban Crisfeu néven említik először. Az Árpád-korban ez a terület a Kalota és az Almás folyó forrásvidékével együtt Biharhoz tartozott, a váradi püspökséghez. De 1282-ben már Kolozs vármegyéhez sorolják. Vámja 1371-ben a Bebek vagy Böbek György királyi tárnokmesteré, 1471-ben a losonci Bánffyaké. 1493-ban szerepel az erdélyi püspöknek egy Magyar Antal nevű körösfői jobbágya, 1504-ben pedig egy Gyalui János nevű jobbágy. Ők az első körösfői emberek, akiknek a nevét tudjuk.
A trianoni békeszerződésig, majd 1940 és 1944 között újra magyar fennhatóság alatt Kolozs vármegye Bánffyhunyadi járásához tartozott.

## Népessége
1910-ben 1073, túlnyomórészt magyar lakosa volt.
1992-ben társközségeivel együtt 1780 lakosából 1385 magyar és 395 román volt.

## Látnivalók
- Körösfői templom: A négy fiatornyas református templom 1764-ben épült, középkori templom alapokra. Ekkor készült kazettás mennyezete is, melyet nagy részben Umling Lőrinc festett.[4] A templomban megtekinthető a II. Rákóczi György által a falunak ajándékozott török szőnyeg.
- A református templom mellett avatták fel 1995-ben a Fîntinel-fennsíkon hősi halált halt Vasvári Pál emlékművét.
- Asszonyok varrottasairól, illetve férfiak által készített fafaragásairól híres kalotaszegi település. Népművészetét az útmenti kirakodóvásárban is megtekinthetjük.

## Képgaléria
- Képgaléria Körösfőről a www.erdely-szep.hu honlapon

## Híres emberek
- Itt született 1941. július 7-én Péntek János nyelvész, néprajzkutató, Széchenyi-díjas akadémikus, a Babeș–Bolyai Tudományegyetem professzora, a Magyar Tudományos Akadémia Kolozsvári Területi Bizottságának (KAB) alapító elnöke, az Anyanyelvápolók Erdélyi Szövetsége elnöke.

## Testvértelepülések
- Sásd, Magyarország
- Bugyi, Magyarország
- Pátka, Magyarország
- Pásztó, Magyarország
- Budapest XVIII. kerülete, Magyarország
- Sárospatak, Magyarország
- Hetény, Szlovákia